# Toxomerus watsoni
Toxomerus watsoni är en tvåvingeart som först beskrevs av Charles Howard Curran 1930.  Toxomerus watsoni ingår i släktet Toxomerus och familjen blomflugor. Inga underarter finns listade i Catalogue of Life.